# Primeiro-ministro do Irã
O Primeiro-ministro do Irã foi um cargo político que existiu no Irã (Pérsia) durante grande parte do século XX. Começou em 1906 durante o Império Cajar e no início do Estado Imperial do Irã em 1923 e na Revolução Iraniana de 1979, antes de ser abolido em 1989.

## História

### Era Cajar
Na era Cajar, os primeiros-ministros eram conhecidos por títulos diferentes. O posto em si era conhecido principalmente como ataabak ou ataabak-e a'zam (grande ataabak), ou às vezes sadr-e a'zam (primeiro-ministro) no início, mas se tornou ra'is ol-vozaraa (chefe de ministros) no final. O título de nakhost vazir (primeiro-ministro) raramente era usado. O primeiro-ministro era geralmente chamado pelo título honorífico hazrat-e ashraf. Reza Xá se tornou o último primeiro-ministro da dinastia Cajar em 1923. 

### Era Pahlavi
Em 1925, Reza Xá se tornou o Xá do Irã. Ele instalou Mohammad Ali Foroughi como primeiro-ministro.  Em 1941, seu filho Mohammad Reza Pahlavi se tornou Xá. Ele também nomeou Mohammad-Ali Foroughi como primeiro-ministro. Em 1951, Mohammad Mosaddegh tornou-se primeiro-ministro, mas foi deposto em um contra-golpe de estado em 1953. Amir-Abbas Hoveyda tornou-se primeiro-ministro do Irã em 1965 e permaneceu no cargo até 1977. Shapour Bakhtiar foi o último primeiro-ministro da era Pahlavi. 

### República Islâmica do Irã
Após a Revolução Iraniana de 1979, o aiatolá Ruhollah Khomeini instalou Mehdi Bazargan como primeiro-ministro de um governo interino, que serviu até novembro de 1979. O governo renunciou durante a crise dos reféns no Irã, mas mencionou que essa não foi a única razão, e a decisão de renúncia em massa foi tomada um dia antes da invasão da embaixada dos Estados Unidos pelos estudantes iranianos. 
O cargo ficou vago até que Abolhassan Bani-Sadr se tornou presidente em janeiro de 1980 e escolheu Mohammad-Ali Rajai como seu primeiro-ministro, principalmente por causa das pressões impostas pelos representantes do Majlis, especialmente aqueles próximos ao Partido da República Islâmica. Rajai serviu no cargo até o impeachment de Banisadr em junho de 1981 e foi eleito presidente nas eleições de 24 de julho de 1981. Rajai escolheu Mohammad Javad Bahonar como seu primeiro-ministro, mas eles foram assassinados juntos no gabinete do primeiro-ministro apenas algumas semanas depois, em 30 de agosto de 1981. 
Quando Ali Khamenei se tornou presidente nas eleições de outubro de 1981, ele primeiro apresentou Ali Akbar Velayati, de direita, ao Majlis como seu primeiro-ministro, mas ele foi rejeitado pela maioria de esquerda do parlamento, o que forçou Khamenei a escolher seu primeiro-ministro preferido, Mir Hussein Mussavi. A disputa finalmente terminou após a intervenção do Líder Supremo, Aiatolá Khomeini, que aconselhou o presidente a aceitar Mousavi. 
Mousavi serviu sob o título até 1989, quando a constituição foi alterada para abolir o título de Primeiro-ministro e dividir suas responsabilidades entre o presidente e o título recém-criado de Vice-presidente. 